# Ньярдо
Ньярдо (итал. Niardo) — коммуна в Италии, в провинции Брешиа области Ломбардия.
Население составляет 1835 человек, плотность населения составляет 83 чел./км². Занимает площадь 22 км². Почтовый индекс — 25050. Телефонный код — 0364.

## Города-побратимы
- Реджоло, Италия (2012)